# Димитър Исаков
Димитър Исаков е български футболист, нападател.

## Кариера
Играл е за „Марек“ (1939 – 1951, 1953 – 1962) и „Ударник“ (1952). Голмайстор на А РФГ през 1951/52 с екипа на Ударник с 10 гола. Носител на купата на страната през 1952 г. Трето място (полуфиналист) за Републиканското първенство през 1948 г. с Марек. Има 6 мача и 1 гол за националния отбор. „Заслужил майстор на спорта“ от 1959 г. Бивш треньор на „Марек“.

## Успехи

### Отборни
Ударник
- Купа на България (1): 1952

### Индивидуални
- Голмайстор на А група (1): 1952 (10 гола)[1]